# Joseph Éthier
Ne doit pas être confondu avec Joseph Arthur Calixte Éthier.
Pour les personnes ayant le même patronyme, voir Éthier.
Joseph Éthier, né en 1733 ou 1738, mort en 1816, est un officier et homme politique bas-canadien, député de York.

## Biographie
Joseph-Amable Éthier (ou Etié, Ethié, Héthier ; usuellement prénommé Joseph) est né le 12 décembre 1738 à Pointe-Claire près de Montréal. Il est le fils d'un chirurgien, Joseph Éthier, et de Catherine Lauzon.
Il devient officier de milice. Le 25 juillet 1779, il est capitaine au 2e bataillon de Vaudreuil, à Rivière-du-Chêne.
En 1796, Joseph Éthier est élu député d'York lors des élections pour la deuxième législature du Bas-Canada, en même temps que Joseph-Hubert Lacroix,. Lors de la première session, Éthier participe aux votes en appuyant le Parti canadien. Il ne participe pas aux votes des sessions ultérieures, et ne semble pas s'être représenté aux élections suivantes en 1800.
Il participe à la Guerre anglo-américaine de 1812 avec son grade de capitaine au 2e bataillon de la Rivière-du-Chêne.
Il meurt le 1er février 1816 à Saint-Eustache. Ses obsèques sont célébrées le surlendemain à l'église de Saint-Eustache, par le Père Gatien ; il est inhumé dans le cimetière de la paroisse,. Il est le grand-oncle de l'homme d'affaires et conseiller législatif Joseph Masson.